# Eugen Nosko
Eugen Nosko (Martin, 15 ottobre 1938) è un fotografo tedesco.
È noto per aver scattato dal 1967 al 1984 migliaia di foto dell'intero sistema produttivo della DDR.

## Biografia
Nato in una cittadina della neocostituita Seconda Repubblica cecoslovacca durante le turbolente settimane della Conferenza di Monaco, nel 1946 la sua famiglia dovette emigrare per effetto dei decreti Beneš, scegliendo di trasferirsi nel Meclemburgo, a Teterow.
Dopo aver svolto alcune attività a Dresda negli anni '60, dal 1967 al 1984 si dedica all'attività di fotografo e giornalista specializzato nei reportage sul mondo dell'industria, arrivando a scattare migliaia di foto di tutto l'apparato economico della DDR, specie in Sassonia. Molte delle aziende fotografate sono quelle a gestione collettiva o statale, le Kombinat e le VEB.
Nel 1985 si trasferisce nella Germania Ovest per continuare a dedicarsi all'attività fotografica e giornalistica per altri 15 anni. Al termine di questo periodo ritorna a Dresda.
Tutte le oltre 11.000 foto da lui scattate sono liberamente consultabili sul sito web della Deutsche Fotothek (gestita dalla SLUB di Dresda), molte delle quali sono state caricate, con risoluzione minore, anche sul portale Wikimedia Commons sotto licenza CC-BY-SA (vedere sotto).

## Galleria d'immagini

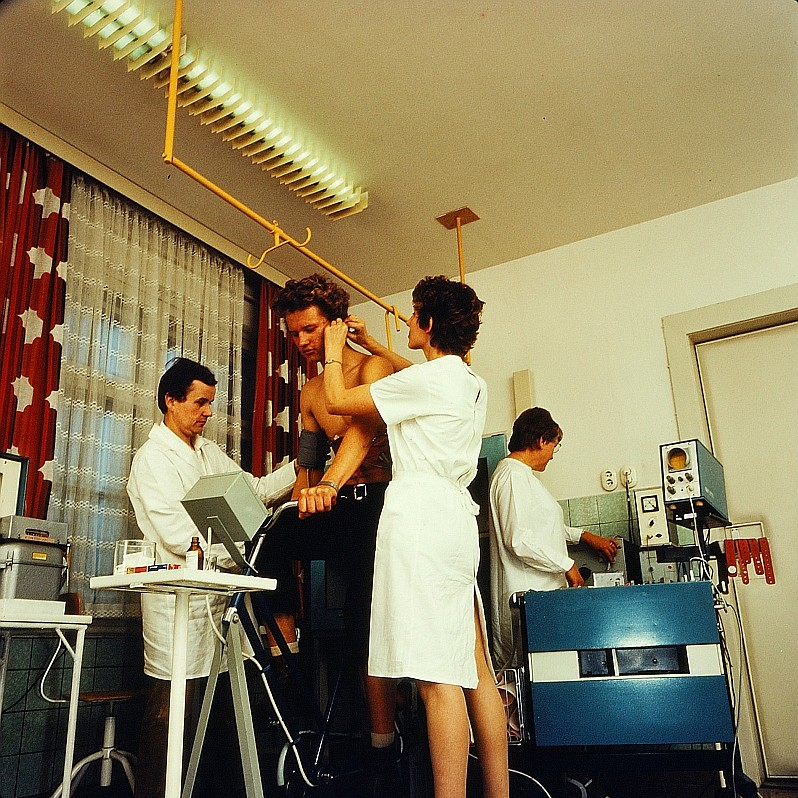
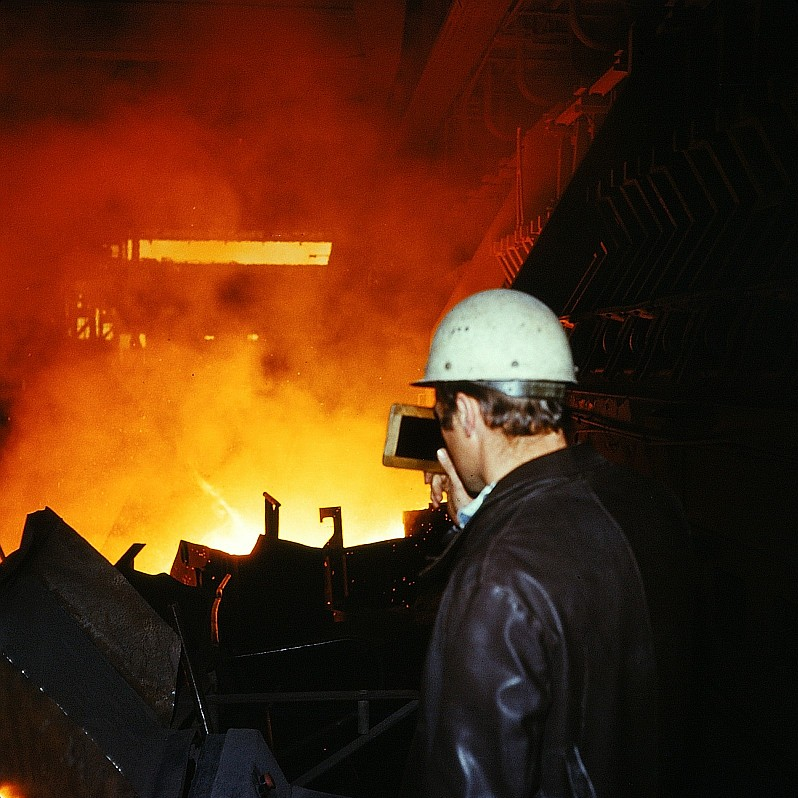
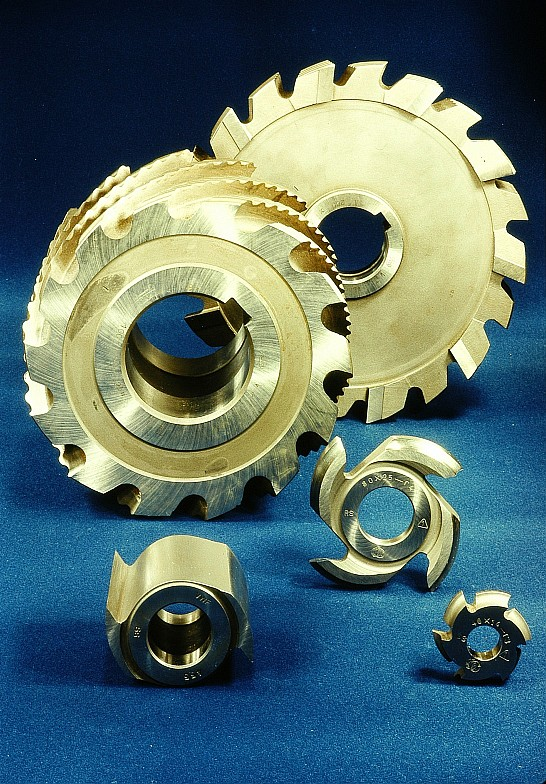
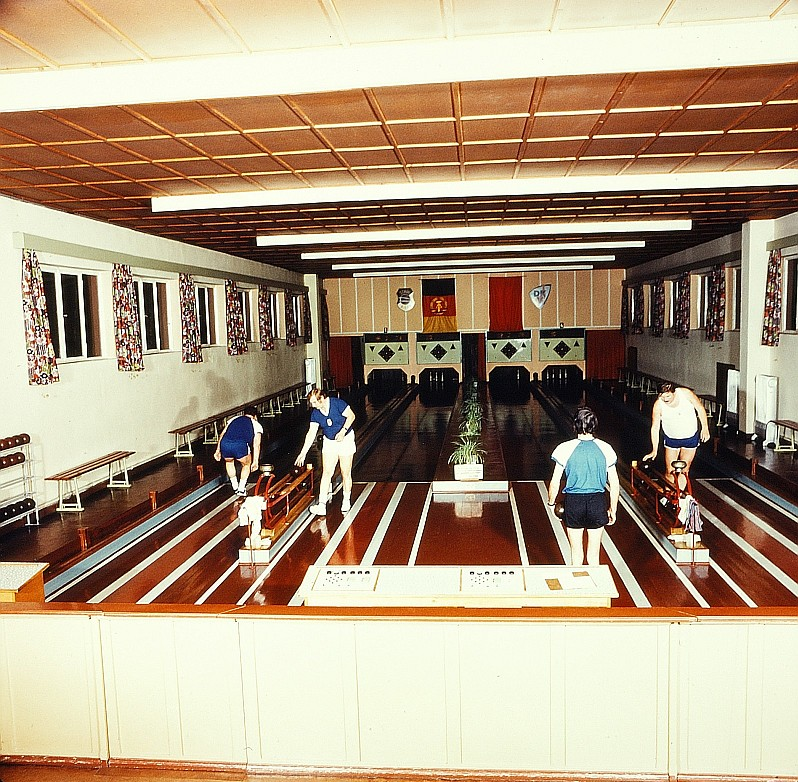
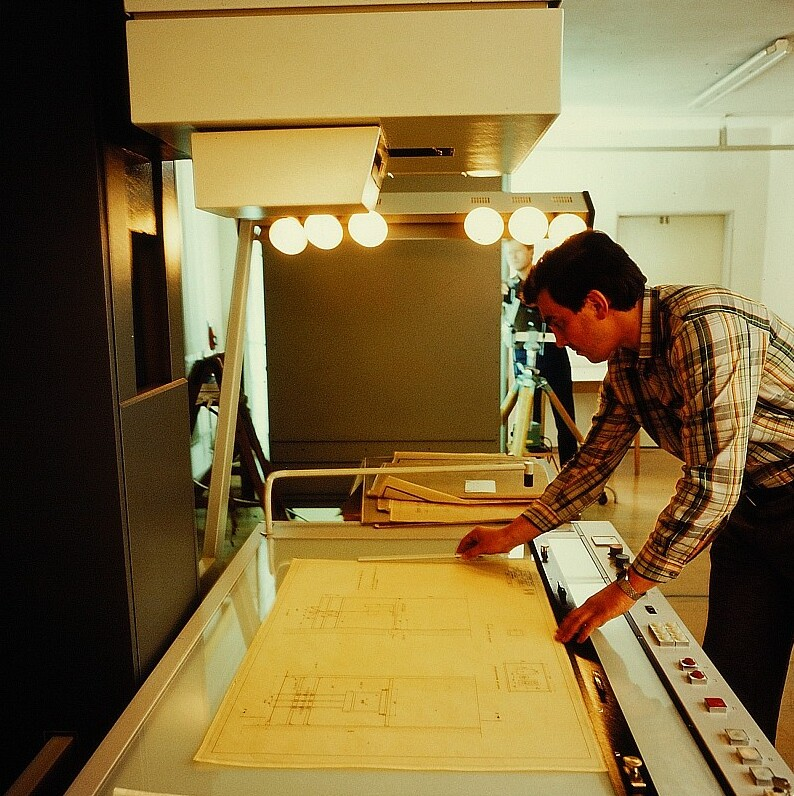
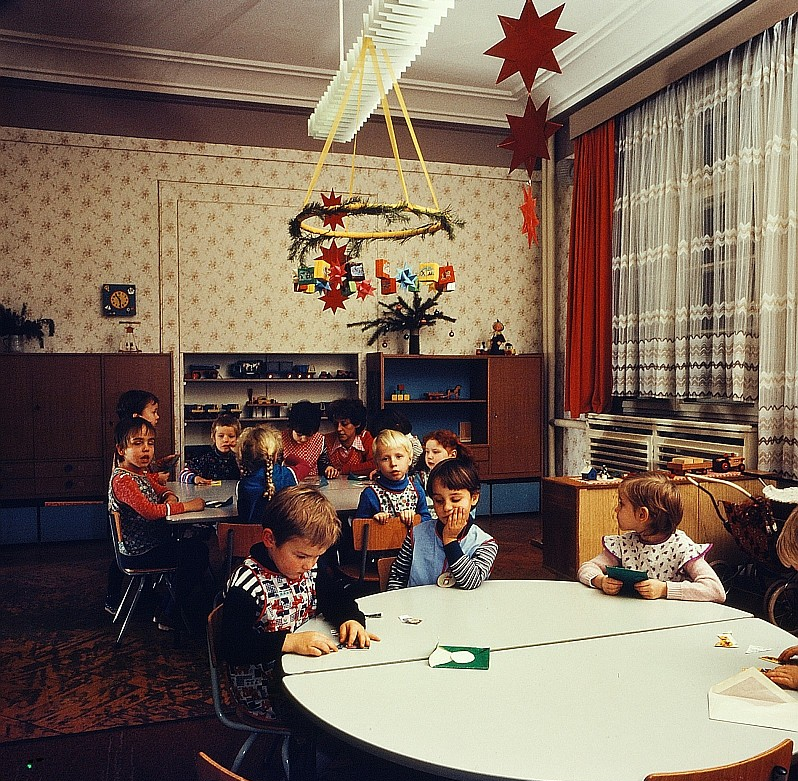
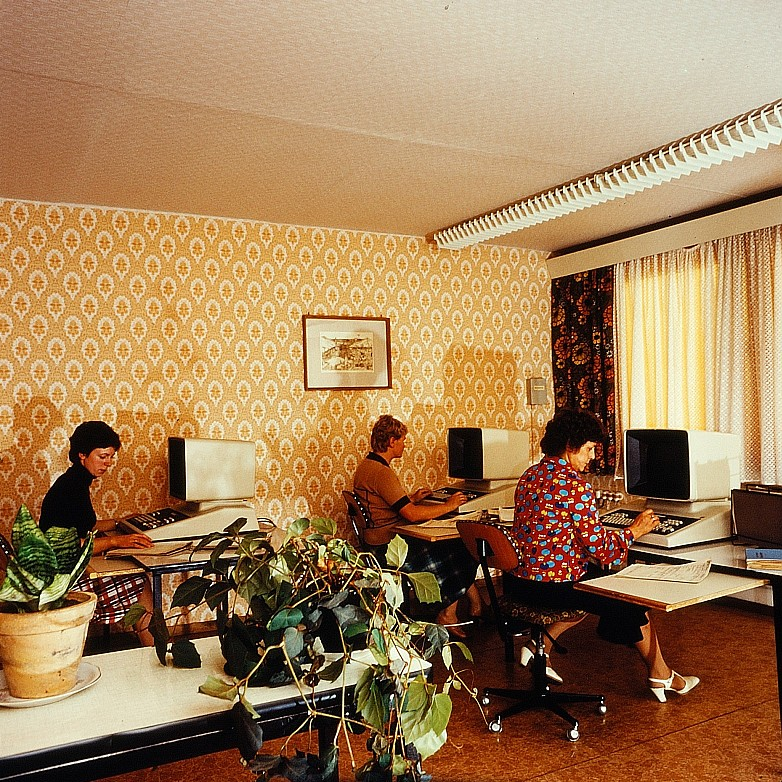
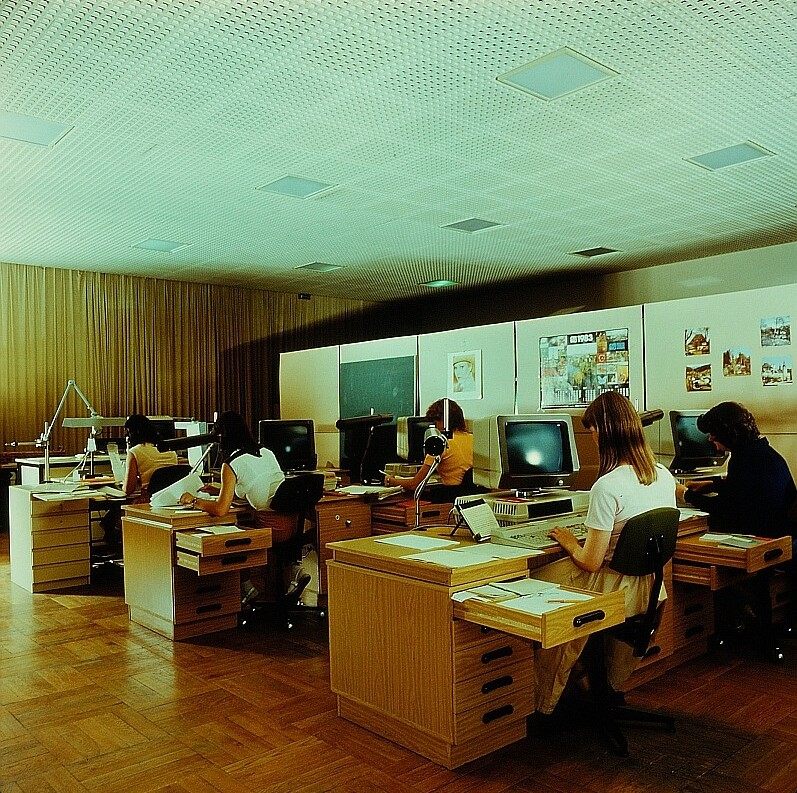
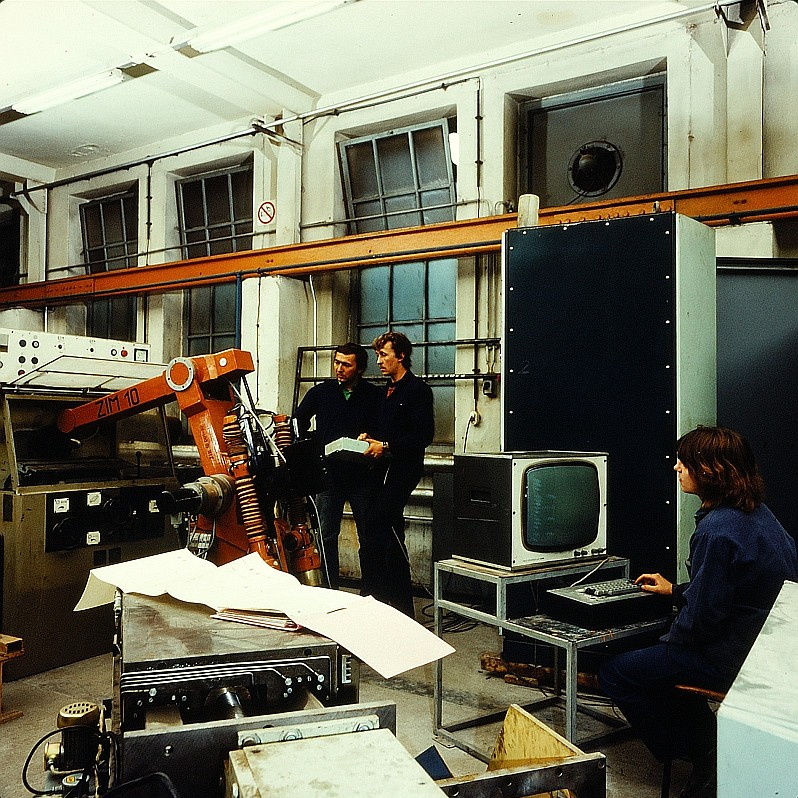
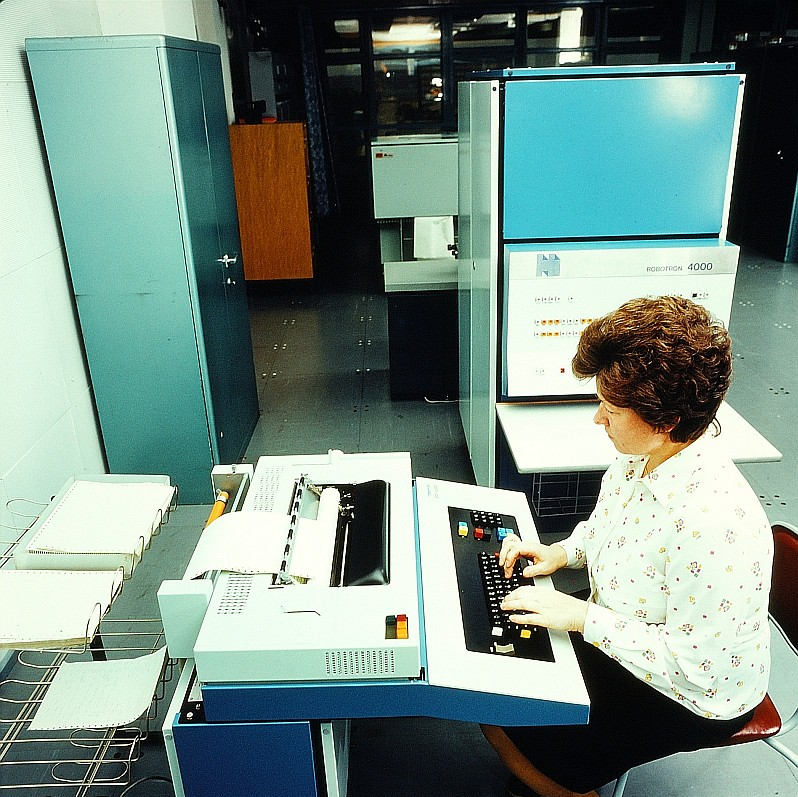
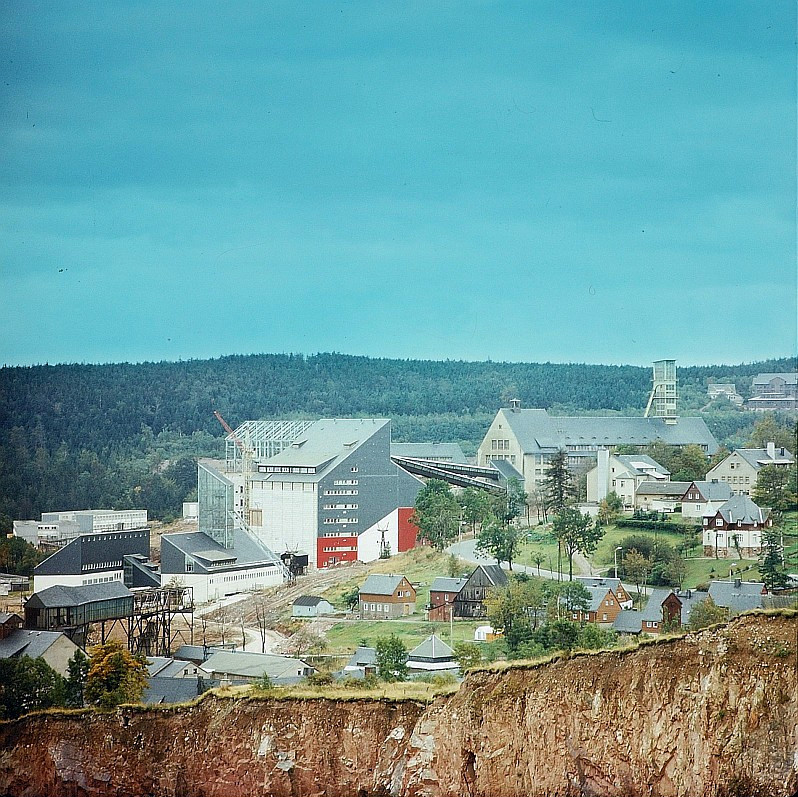
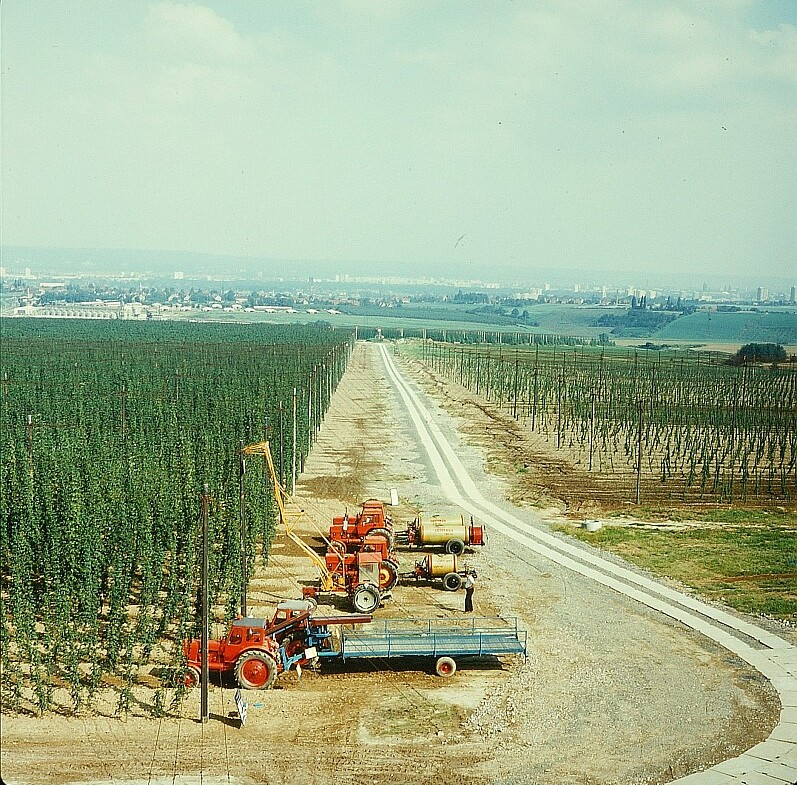